# Krystyna Czechowska
Krystyna Czechowska (ur. 16 stycznia 1932 w Radzyniu w powiecie grudziądzkim) – polska inżynier, poseł na Sejm PRL IV i V kadencji.

## Życiorys
Uzyskała wykształcenie wyższe, z zawodu inżynier włókiennik. Pracowała na stanowisku kierownika farbiarni w Andrychowskich Zakładach Przemysłu Bawełnianego. W 1965 i 1969 uzyskiwała mandat posła na Sejm PRL z ramienia Polskiej Zjednoczonej Partii Robotniczej w okręgu Wadowice. Przez dwie kadencje była zastępcą przewodniczącego Komisji Przemysłu Lekkiego, Rzemiosła i Spółdzielczości Pracy, a w trakcie V kadencji pełniła tę funkcję również w Komisji Przemysłu Lekkiego.

## Odznaczenia
- Odznaka 1000-lecia Państwa Polskiego